# Garagoa (ort)
Garagoa är en ort i Colombia.   Den ligger i departementet Boyacá, i den centrala delen av landet, 100 km nordost om huvudstaden Bogotá. Garagoa ligger 1 685 meter över havet och antalet invånare är 11 102.
Terrängen runt Garagoa är kuperad åt sydost, men åt nordväst är den bergig. Runt Garagoa är det ganska tätbefolkat, med 86 invånare per kvadratkilometer. Garagoa är det största samhället i trakten. Omgivningarna runt Garagoa är huvudsakligen savann.